# Ghế phóng

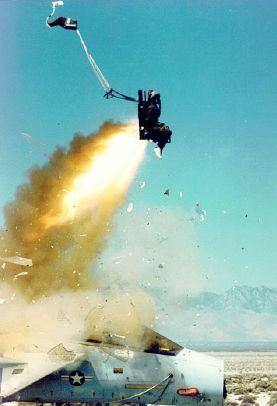
Thử nghiệm ghế phóng của chiếc F-15 Eagle không quân Hoa Kỳ với một hình nộm.

Đối với đa số máy bay quân sự, ghế phóng là một hệ thống được thiết kế để cứu phi công hay thành viên phi hành đoàn khác trong tình huống khẩn cấp. Ở đa phần mẫu thiết kế, ghế được phóng ra khỏi máy bay nhờ một động cơ tên lửa, mang theo phi công. Ý tưởng về cách thoát hiểm bằng khí cụ phóng cũng đã được thử nghiệm. Khi đã ra khỏi máy bay, ghế thoát hiểm sẽ bung dù, và hạ cánh an toàn xuống mặt đất.

## Lịch sử
Ý tưởng thoát hiểm khỏi máy bay nhờ một sợi dây đàn hồi đã xuất hiện từ năm 1910, chiếc ghế phóng như ta biết hiện nay được phát minh tại Đức năm 1938 và được hoàn thiện trong Chiến tranh thế giới thứ hai. Trước thời điểm này, biện pháp duy nhất để thoát khỏi một máy bay không còn điều khiển được là nhảy ra ngoài, và trong nhiều trường hợp điều này khó tránh khỏi việc gây thương vong với sự khó khăn khi nhảy ra khỏi một không gian chật hẹp, dòng khí thổi qua máy bay và những yếu tố khác.
Những chiếc ghế phóng đầu tiên được phát triển độc lập trong chiến tranh thế giới thứ hai là của Heinkel và SAAB. Những mẫu ban đầu dùng động cơ khí nén và máy bay đầu tiên được trang bị hệ thống này là nguyên mẫu chiếc máy bay chiến đấu dùng động cơ phản lực Heinkel He 280 năm 1941. Một trong những phi công thử nghiệm chiếc He 280 là Helmut Schenk đã trở thành người đầu tiên thoát khỏi một chiếc máy bay hỏng bằng ghế phóng ngày 13 tháng 1 năm 1942 khi bề mặt điều khiển ngoài chiếc máy bay của anh ta bị đóng băng không hoạt động được nữa. Tuy nhiên loại He 280 không tiến tới được giai đoạn sản xuất. Vì thế, loại máy bay đầu tiên có hoạt động được trang bị hệ thống ghế phóng cho đội bay là chiếc máy bay chiến đấu ban đêm Heinkel He 219 Uhu năm 1942.

Một bảng hiệu cảnh báo bên cạnh buồng lái của tất cả các máy bay có sử dụng hệ thống ghế phóng. Nó có chức năng chính là cảnh báo cho thợ máy bảo dưỡng.

Đại uý Christopher Stricklin thoát khỏi chiếc F-16 với ghế phóng ACES II, ngày 14 tháng 9 năm 2003. Stricklin không bị thương.

Tại Thuỵ Điển, một hệ thống ghế phóng dùng khí nén cũng được thử nghiệm năm 1941. Một loại ghế phóng dùng thuốc súng do Bofors phát triển được thử nghiệm năm 1943 cho chiếc Saab 21. Cuộc thử nghiệm trên không đầu tiên là trên một chiếc Saab 17 ngày 27 tháng 2 năm 1944.
Cuối năm 1944, chiếc Heinkel He 162 có một kiểu ghế phóng mới sử dụng thuốc nổ. Trong hệ thống này, ghế được đặt lên trên các bánh xe đặt giữa hai đường ống hướng lên phía sau buồng lái. Khi hạ xuống vị trí, mũ ở đầu ghế khớp lên trên các ống đóng chặt chúng lại. Ống thuốc súng, tương tự như loại vỏ đạn thông thường, được đặt dưới đáy các ống, quay mặt lên trên. Khi phát hoả sẽ tạo khí trong ống, "đẩy bắn" mũ che phía trên đầu và đẩy ghế chạy trên các bánh xe dọc theo ống, lao ra ngoài. Tới cuối cuộc chiến, loại Do-335 Pfeil, Me-262 Schwalbe và Me-163 Komet đều được trang bị ghế phóng.
Sau chiến tranh thế giới thứ hai, nhu cầu về loại ghế này ngày càng khẩn cấp, bởi tốc độ máy bay đã cao hơn rất nhiều và giới hạn âm thanh cũng sắp bị vượt qua. Những vụ tự thoát ra ngoài trên các máy bay ở tốc độ như vậy hầu như không thể xảy ra. Không lực Hoa Kỳ đã tiến hành những cuộc thử nghiệm các hệ thống thoát ra phía dưới bằng một lò xo, dựa theo ý tưởng của công ty Martin-Baker Anh Quốc.
Cuộc thử nghiệm trên không đầu tiên của hệ thống M-B diễn ra ngày 24 tháng 7 năm 1946, khi Bernard Lynch phóng ra khỏi một chiếc Gloster Meteor Mk III. Một thời gian ngắn sau đó, ngày 17 tháng 8 năm 1946, Trung sĩ hạng nhất Larry Lambert trở thành người Mỹ đầu tiên phóng ra trên không. Những ghế phóng loại M-B đã được lắp trên các mẫu thử và các máy bay sản xuất hàng loạt từ cuối thập kỷ 1940, và chiếc ghế này lần đầu tiên được sử dụng cứu nạn năm 1949 trong một cuộc bay thử của Armstrong-Whitworth AW.52 Flying Wing.
Những ghế phóng đầu tiên sử dụng vật liệu nổ rắn để phóng ghế và phi công, bằng cách kích hoạt chất nổ bên trong một ống gắn vào ghế. Vì vậy ghế phóng ra bên ngoài như một viên đạn từ nòng súng. Khi tốc độ máy bay tăng cao nữa, biện pháp này tỏ ra không thích hợp để giúp phi công thoát ra ngoài, vì thế những cuộc thực nghiệm dùng lực đẩy tên lửa bắt đầu được thực hiện. Chiếc F-102 Delta Dagger là loại máy bay đầu tiên có trang bị ghế phóng tên lửa năm 1958. MB phát triển một thiết kế tương tự sử dụng nhiều đơn vị tên lửa riêng biệt phun ra ở một mũi thoát duy nhất. Thiết kế này có ưu thế có thể đẩy phi công lên một độ cao an toàn ngay cả khi máy bay đang ở rất gần mặt đất.
Đầu thập niên 1960, việc sử dụng ghế phóng tên lửa cho các máy bay siêu thanh bắt đầu trở thành tiêu chuẩn, như cho loại F-106 Delta Dart. Sáu phi công đã thoát ra ngoài ở tốc độ vượt quá 700 knots (805 dặm trên giờ) và độ cao lớn nhất khi sử dụng ghế M-B lên tới 57.000ft (từ một chiếc Canberra năm 1958). Đã có lời đồn đại nhưng chưa được xác nhận rằng một phi công lái chiếc SR-71 đã thoát ra ngoài ở tốc độ Mach 3 ở độ cao 80.000 ft. Dù có những kỷ lục như vậy, đa số những vụ thoát ra ngoài đều ở độ cao và tốc độ khá thấp.

## An toàn cho phi công
Mục tiêu của ghế phóng là bảo vệ mạng sống phi công, chứ không phải vì sự tiện nghi cho phi công. Nhiều phi công đã bị các loại chấn thương nghề nghiệp sau khi sử dụng ghế phóng, gồm cả chấn thương cột sống. Thông thường phi công phải chịu gia tốc khoảng 12 tới 14 g (117.72 tới 137.34 m/s²). Những ghế phóng của phương Tây thường có tải gia tốc lên phi công nhỏ hơn; thập niên 1960-70 kỹ thuật Liên Xô cũ thường lên mức 20-22 g (với các ghế phóng SM-1 và KM-1 kiểu nòng súng). Những chấn thương nghề nghiệp thường xảy ra, một phần vì các phi công quân sự thường tiếp tục bay tới độ tuổi 40 hay 50, trong khi đa số các phi công phương Tây nghỉ bay từ cuối độ tuổi 30.

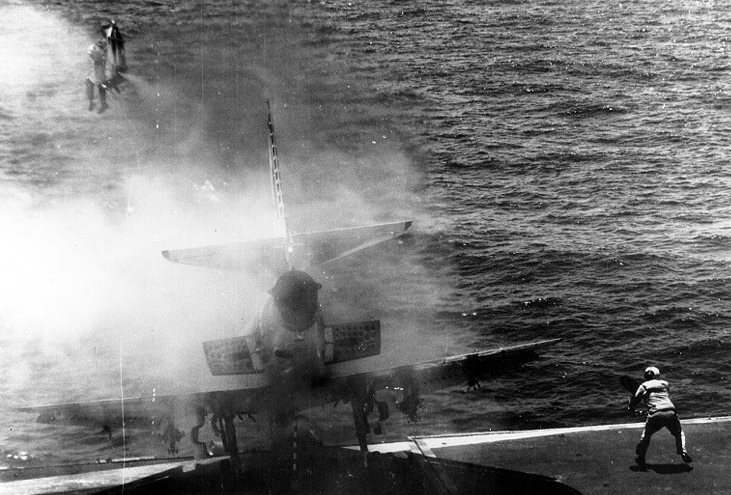
Lt. William Belden thoát khỏi một chiếc A-4 Skyhawk trên boong tàu Shangri-La.

Tới tháng 5, 2006, các ghế phóng Martin-Baker đã cứu thoát 7152 phi công. Tổng số phi công được cứu thoát trên tất cả các loại ghế phóng không được thống kê, nhưng con số này phải khá lớn.

## Các hệ thống ghế phóng phi chuẩn
Những chiếc F-104 Starfighter đầu tiên được trang bị ghế phóng xuống phía dưới vì sự máy bay này có đuôi cánh chữ T. Để làm được như vậy, phi công được trang bị "các cựa" gắn với những sợi dây sẽ kéo chân vào trong nhờ thế phi công sẽ được phóng ra. Cần nhớ rằng hệ thống này không thể sử dụng khi máy bay ở gần hay đỗ dưới mặt đất. Những máy bay được thiết kế sử dụng ở tầm thấp thỉnh thoảng sử dụng ghế phóng xuyên vòm kính buồng lái, bởi thời gian chờ đợi phóng vòm quá chậm. Nhiều kiểu máy bay (như BAe Hawk và các biến thể Harrier) có một sợi dây chất nổ (MDC - Dây chất nổ nhỏ) lắp bên trong dây cao su chèn vòm kính, nó được kích nổ phá hủy vòm kính cùng lúc khi ghế phóng phát hoả. Các máy bay chiến đấu cất cánh thẳng đứng của Hải quân Sô viết như loại Yakovlev Yak-38 VTOL đã được trang bị các ghế phóng hoạt động tự động, loại máy bay này vốn nổi tiếng về sự kém ổn định khi cất cánh thẳng.
Một số thiết kế máy bay, như loại General Dynamics F-111, không có ghế phóng cá nhân mà thay vào đó là cả một khung phóng có chứa đội bay. Trong hệ thống này, những tên lửa rất mạnh sẽ được sử dụng và nhiều dù lớn sẽ bung ra để đưa thiết bị hạ cánh, theo cách tương tự với Hệ thống thoát khi phóng của tàu vũ trụ Apollo. Khi hạ cánh, một hệ thống túi khí được dùng để làm đệm hạ, và nó cũng được dùng làm thiết bị nổi khi hạ cánh trên mặt nước.

## Ghế phóng trên các máy bay khác
Kamov Ka-50 là loại trực thăng đầu tiên được tích hợp ghế phóng. Hệ thống này rất giống với hệ thống cứu hộ của một máy bay cánh cứng thông thường; rotor chính được trang bị các khoá chất nổ và được thiết kế để được kích hoạt trước khi ghế phóng hoạt động.
Những chuyến bay đầu tiên của chương trình tàu con thoi vũ trụ Mỹ thường có đội bay hai người, cả hai đều được trang bị ghế phóng, nhưng dần dần ghế phóng bị bỏ đi khi số lượng phi hành đoàn tăng lên.
Tàu con thoi "Buran" Sô viết được dự định trang bị các ghế phóng K-36RB (K-36M-11F35), nhưng mới chỉ có một chuyến bay không người lái của tàu con thoi này diễn ra; vì thế các ghế phóng không bao giờ được lắp đặt.
Tàu vũ trụ duy nhất từng bay với các ghế phóng được lắp đặt trên khoang là chiếc Vostok và loạt Gemini của Hoa Kỳ. Trong chương trình Vostok, tất cả các nhà du hành quay về Trái Đất đều phóng ra ngoài khi khí cụ của họ hạ bằng dù xuống độ cao khoảng 7.000 m (23.000 ft). Việc này đã được giữ bí mật trong nhiều năm bởi các quy định của Liên đoàn Hàng không Vũ trụ Quốc tế (FAI) ở thời điểm ấy buộc tất cả phi công phải hạ cánh xuống đất trên tàu vũ trụ của mình mới được ghi danh vào cuốn sách kỷ lục của FAI.
Những máy bay chở khách không thích hợp để được lắp ghế phóng bởi trọng lượng, sự phức tạp và giá thành cho nó được cho là vượt quá mức lợi nhuận thu được. Tuy nhiên, một số máy bay siêu nhẹ và máy bay một động cơ gần đây đã được tái trang bị hệ thống dù. Chúng là hệ thống trọn bộ giúp giảm khối lượng máy bay khi tiếp đất vì thế cũng được coi là một thiết bị dựa trên nguyên tắc phóng.

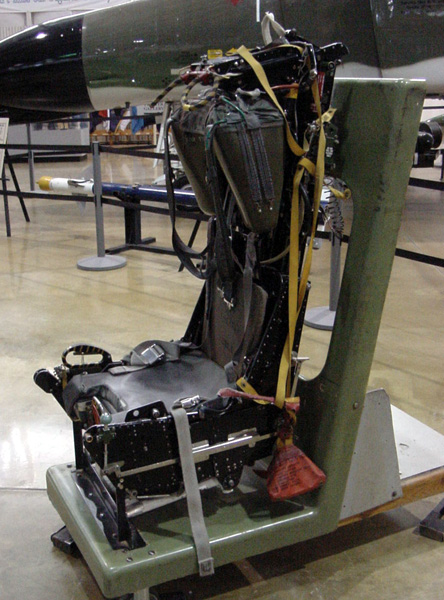
Ghế phóng trên F4 Phantom-II
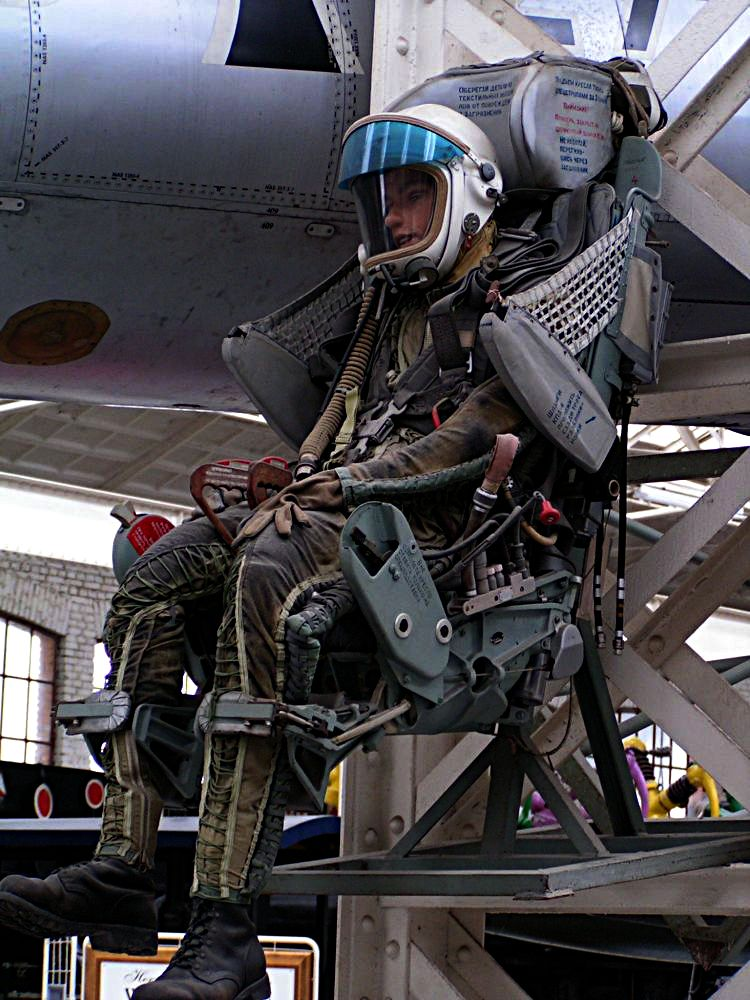
Ghế phóng trên Mig 21
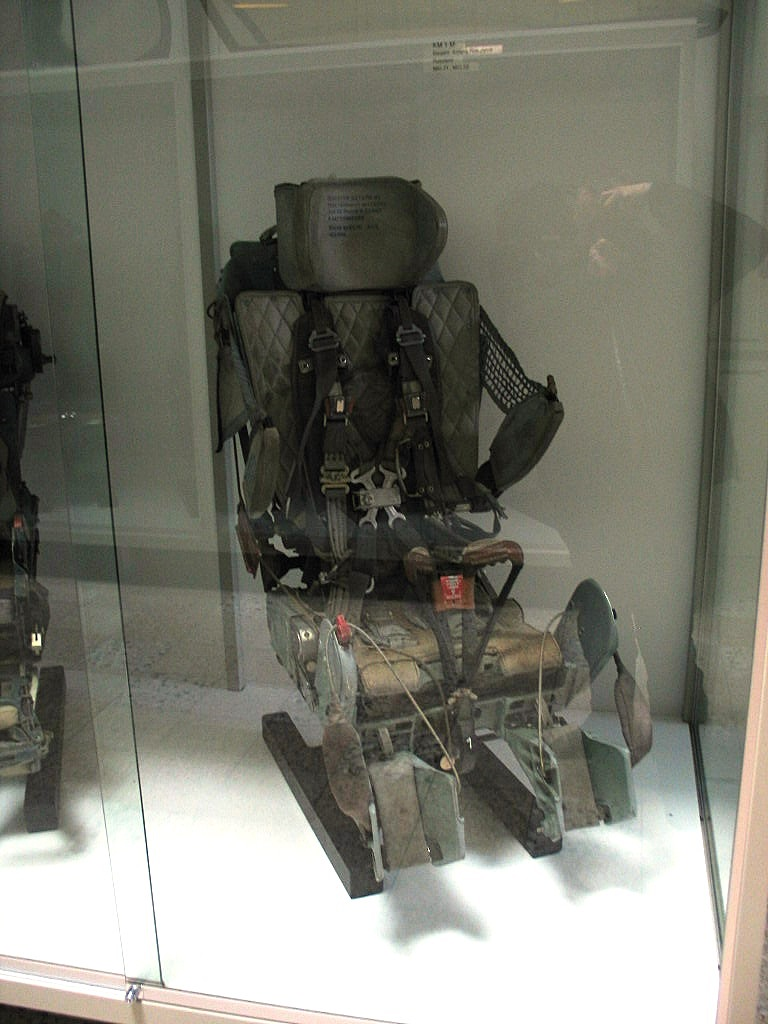
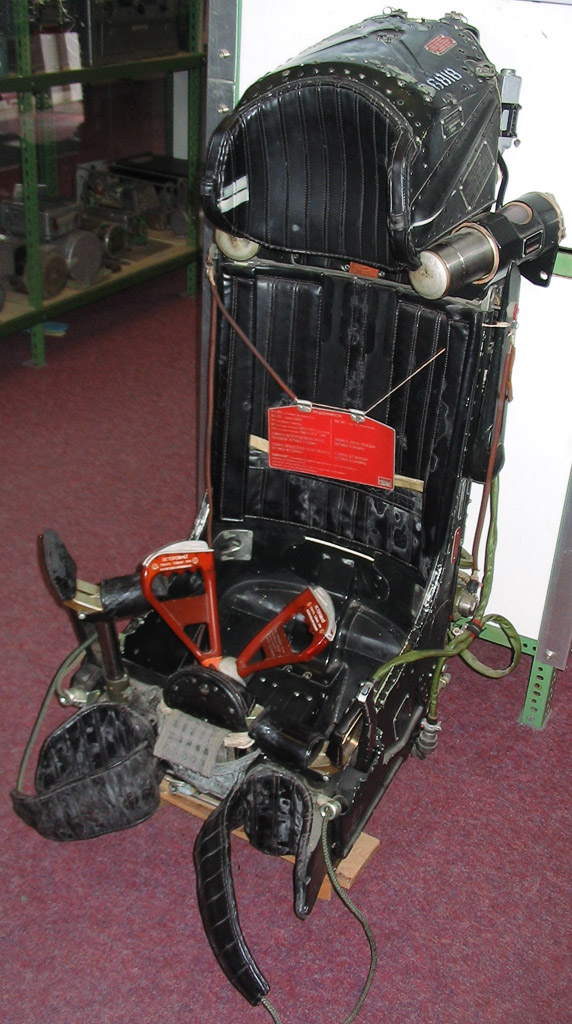
MK-36DM